# Gravures rupestres du Fezzan
Les gravures rupestres du Fezzan de trouvent dans le Sud-Ouest de la Libye.
La végétation était de type savane arborée et la faune, attestée par les restes fossiles et l'art rupestre, comprenait des autruches, des gazelles, des girafes, des rhinocéros, des éléphants, des hippopotames, des crocodiles…

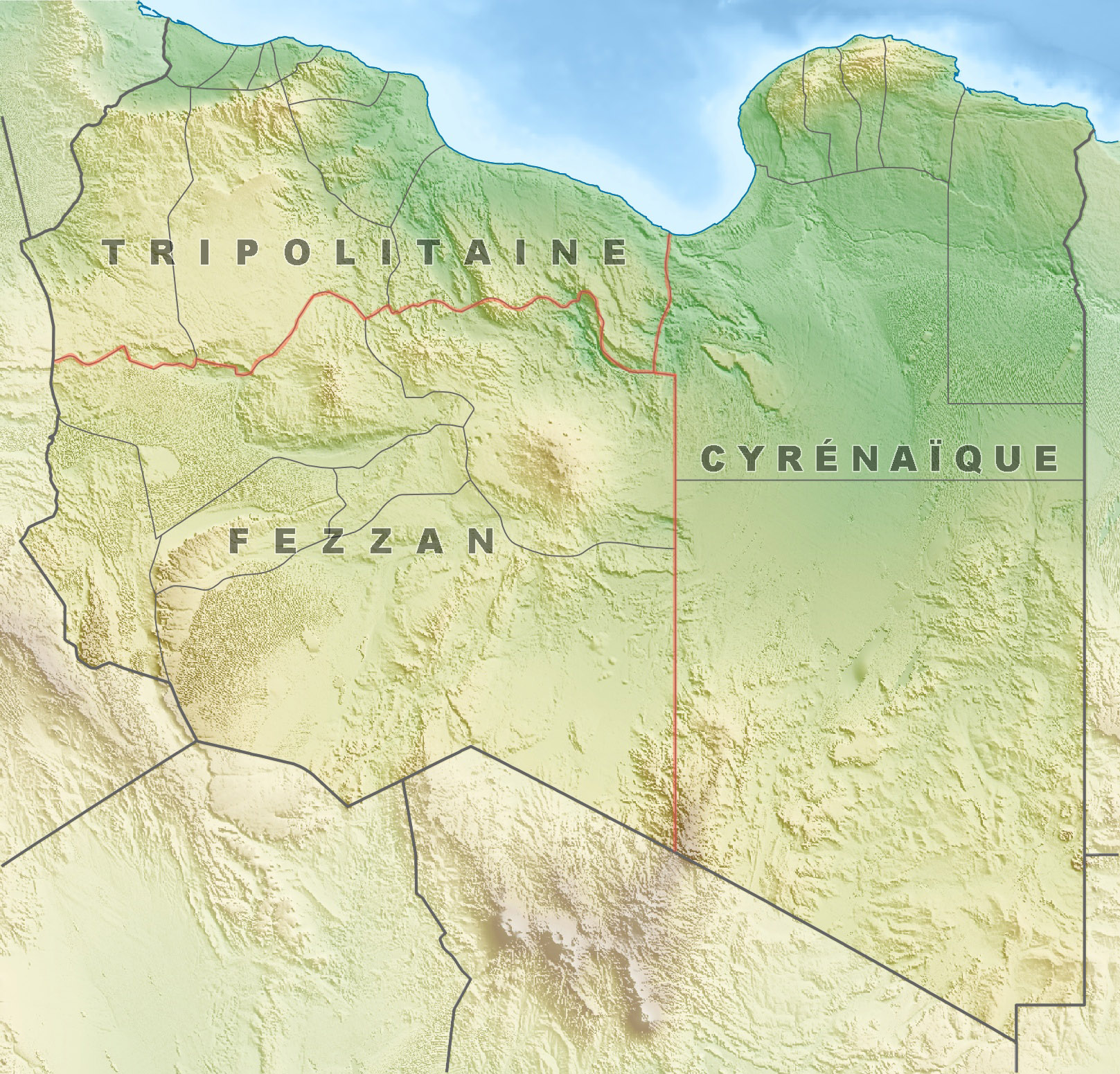
Le Fezzan, l'une des trois provinces traditionnelles de Libye.
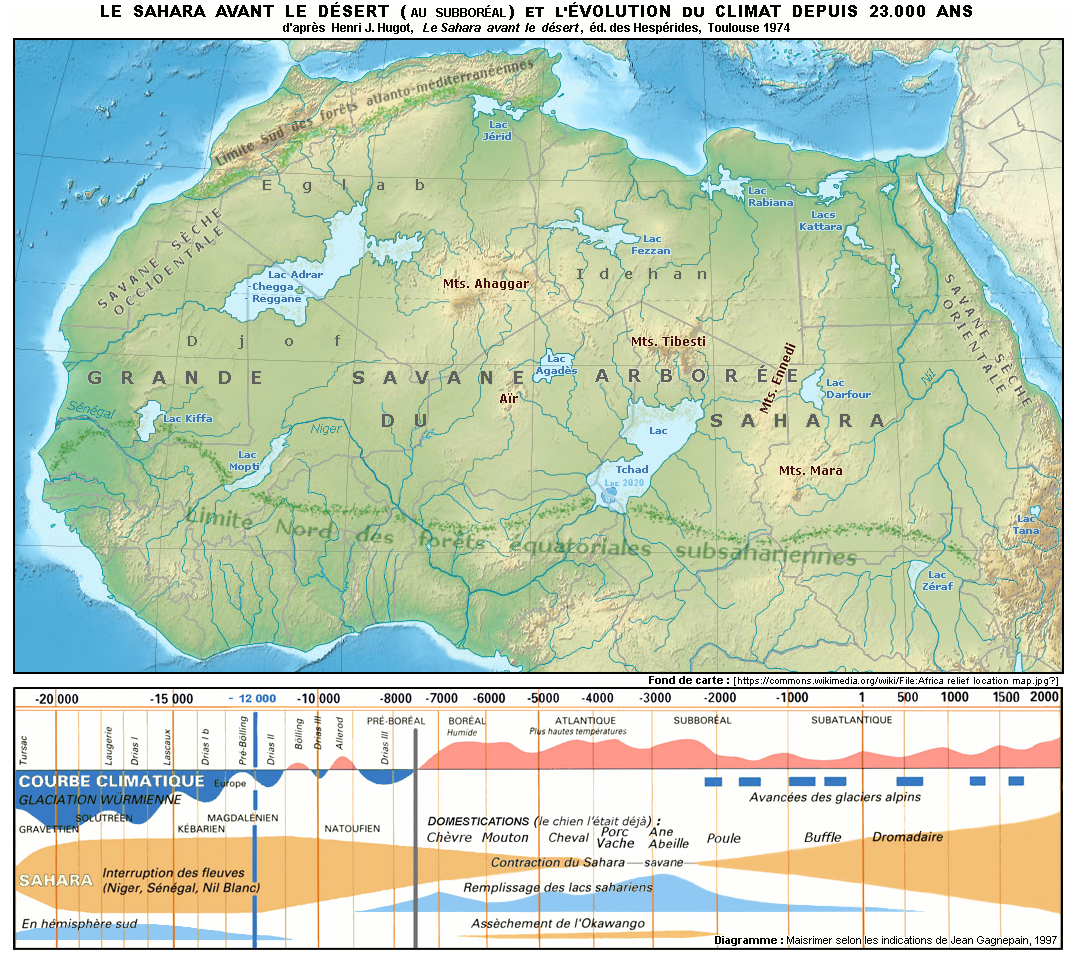
Le « Sahara vert » vers [[VIIIe millénaire av. J.-C.|7500
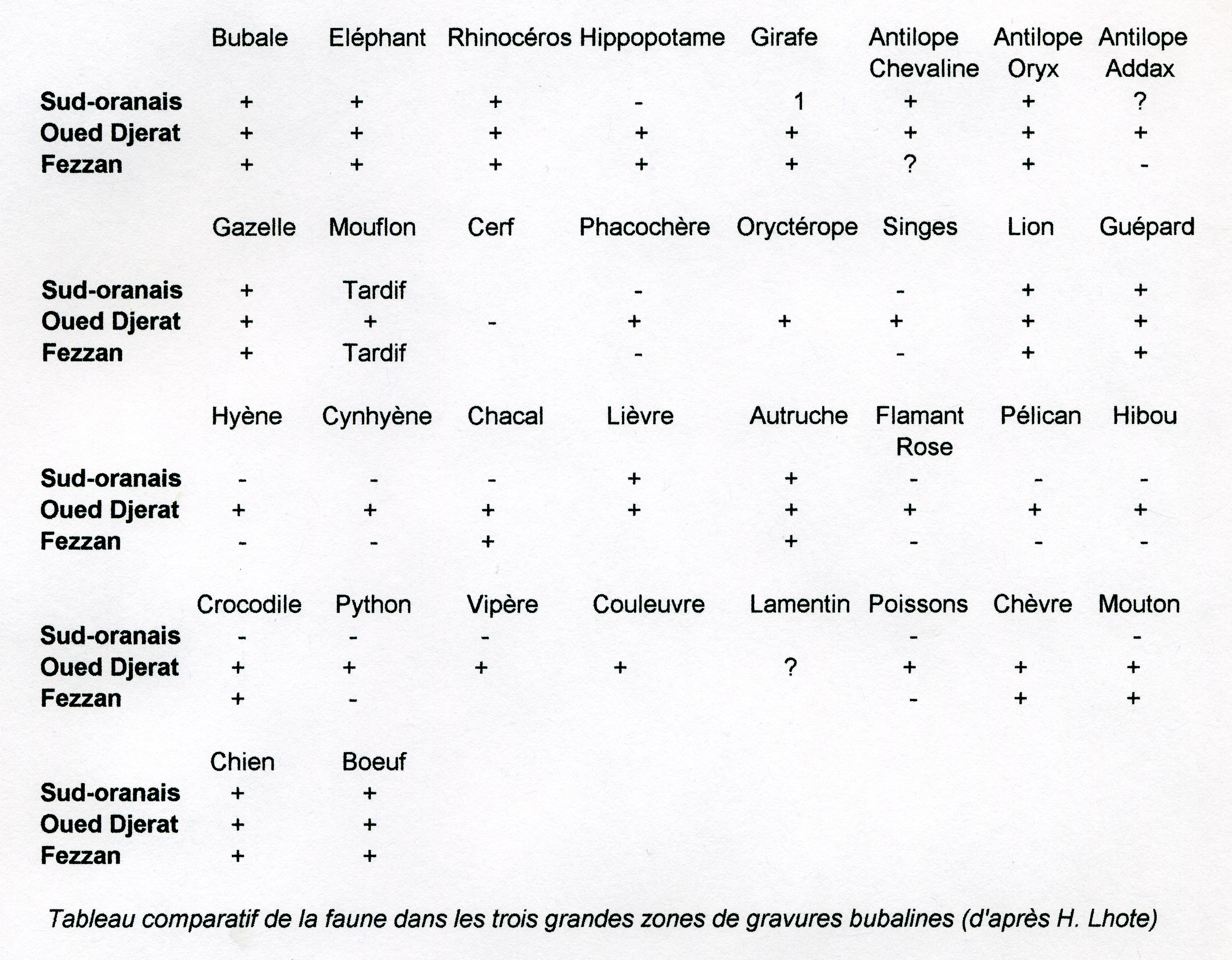
Classement des gravures

## Description
Les sites, pour la plupart découverts par des explorateurs italiens, et étudiés entre les années 1930 et 1960, se composent de collines tabulaires appelées gâra présentant sur leurs flancs de nombreuses gravures rupestres semblables à celles du Sud-oranais, en Algérie, témoignant de la faune et de la population de la dernière période pluviale du Sahara. 
Pour les dater, on a utilisé l'échelle d'évaluation des patines déjà utilisée par Théodore Monod pour codifier celles du Sahara occidental : il semble que la plupart datent du VIIe millénaire av. J.-C.,.

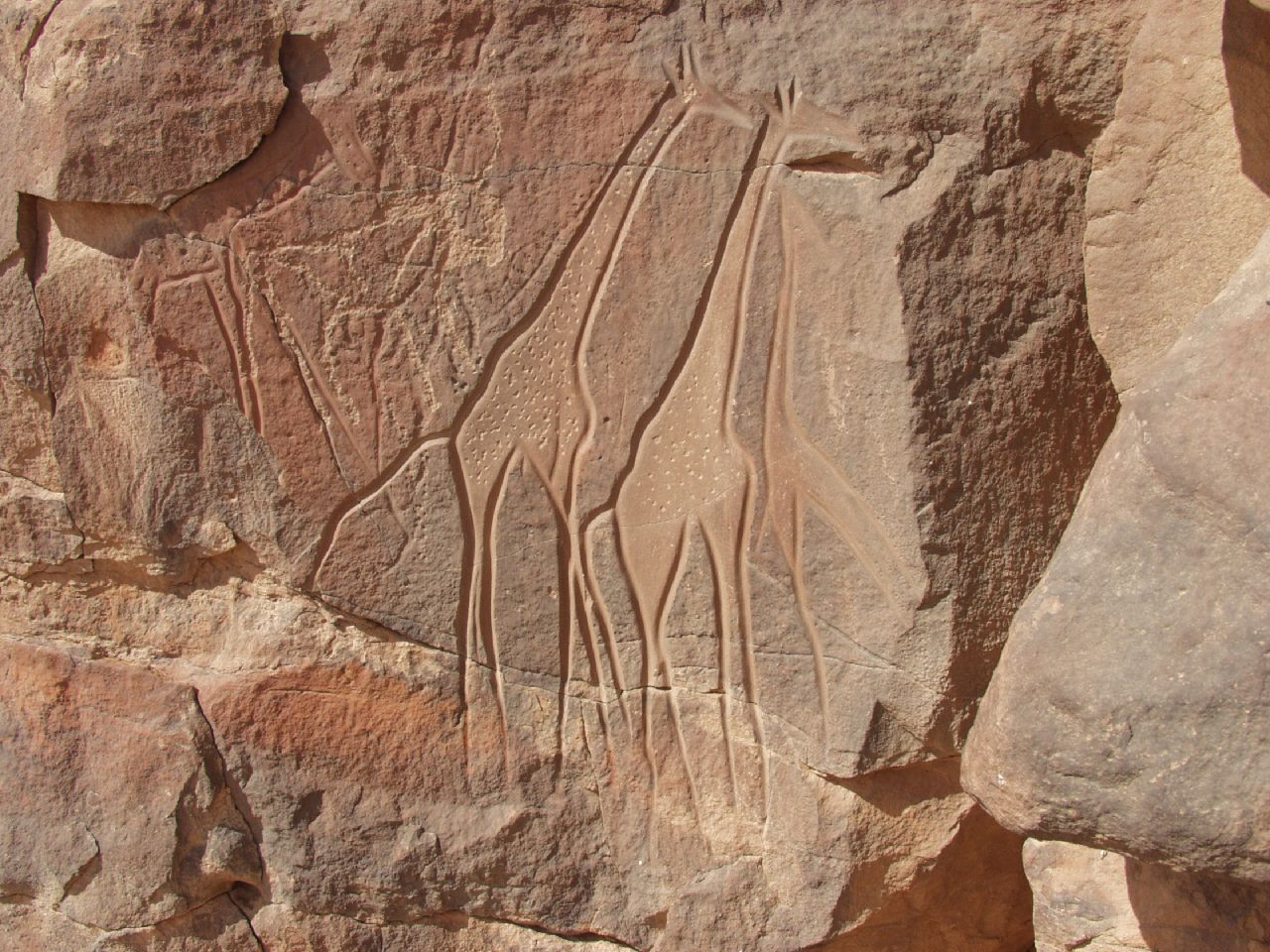
Wadi Mathendous, girafes
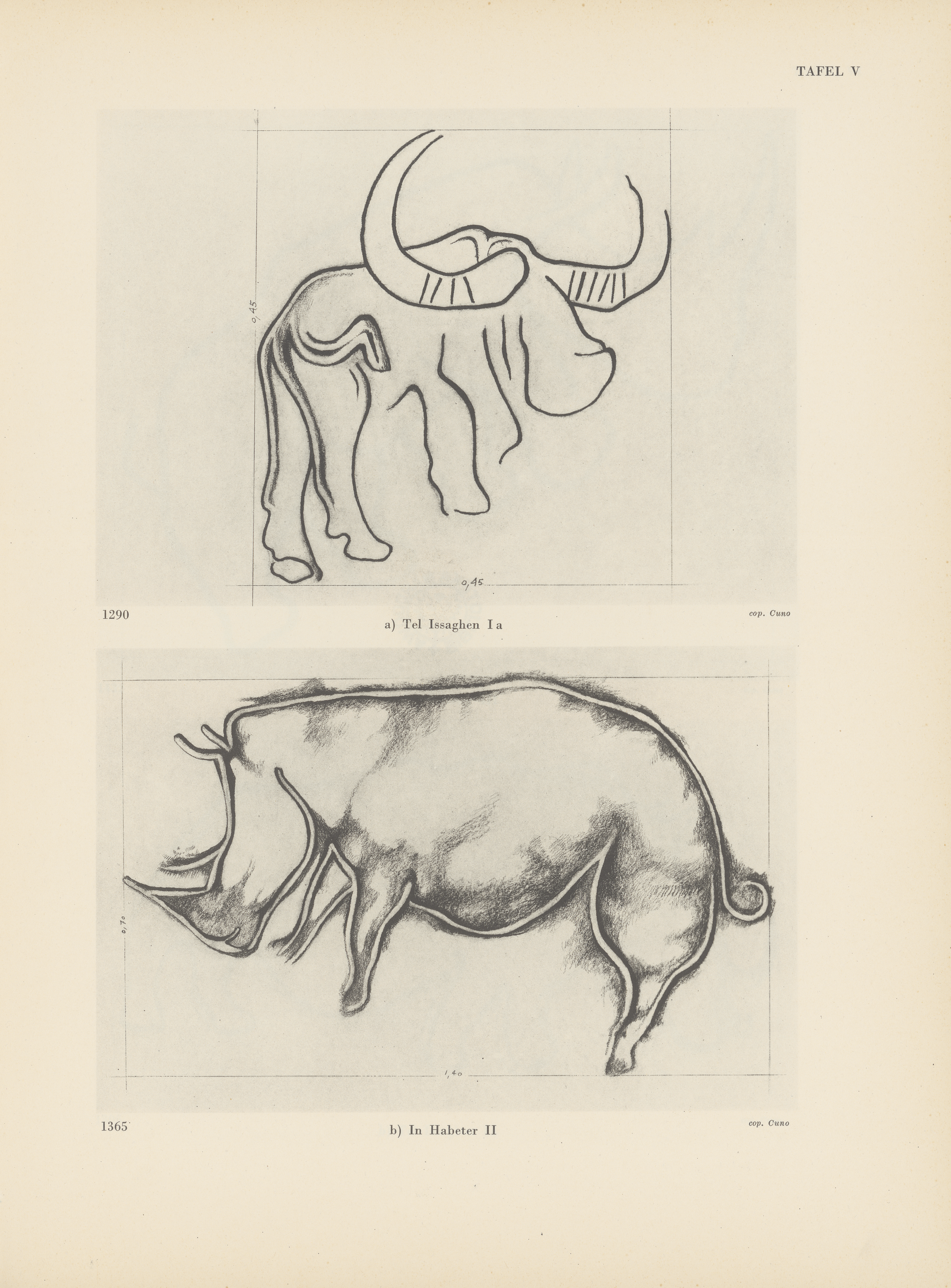
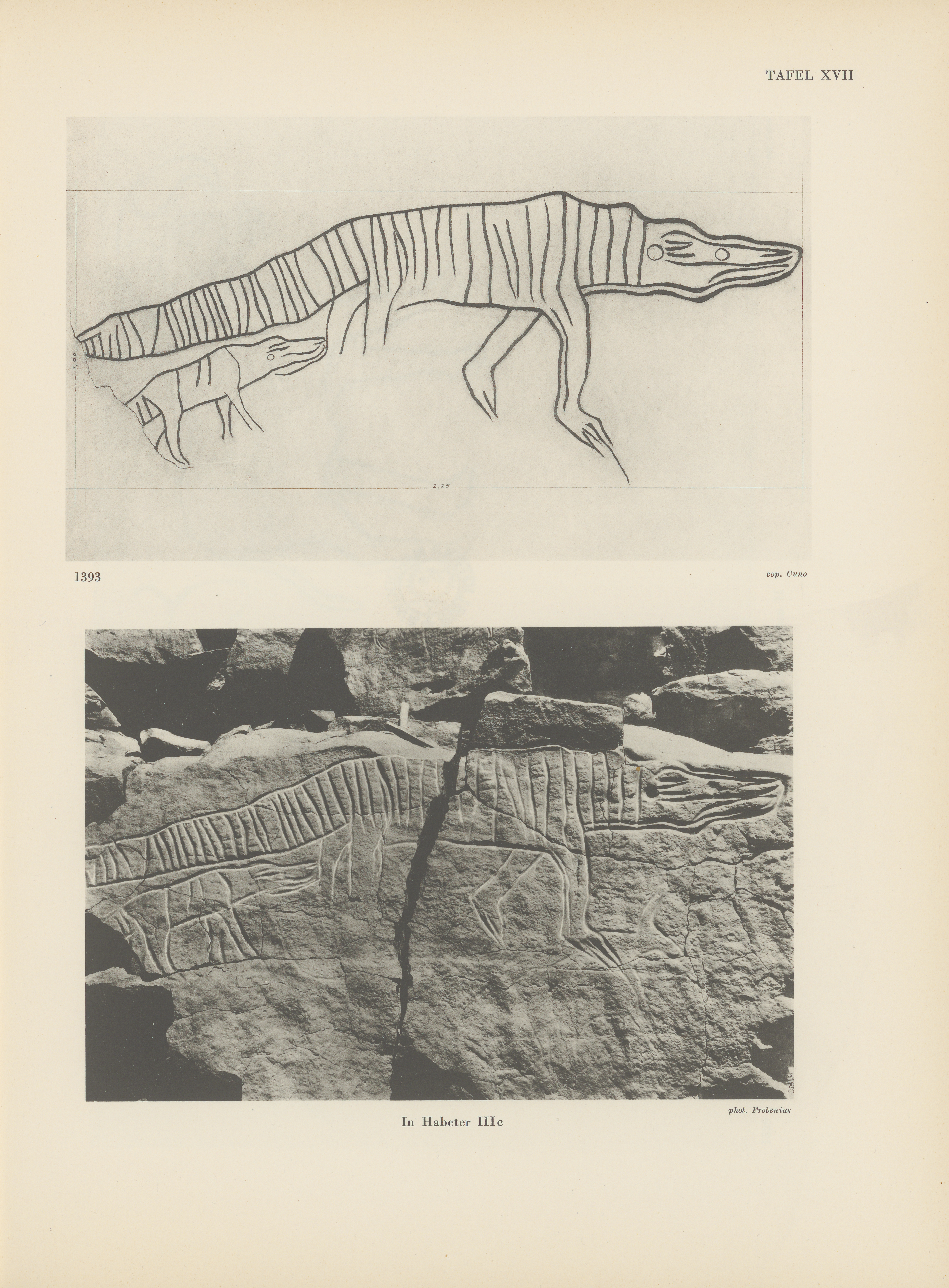
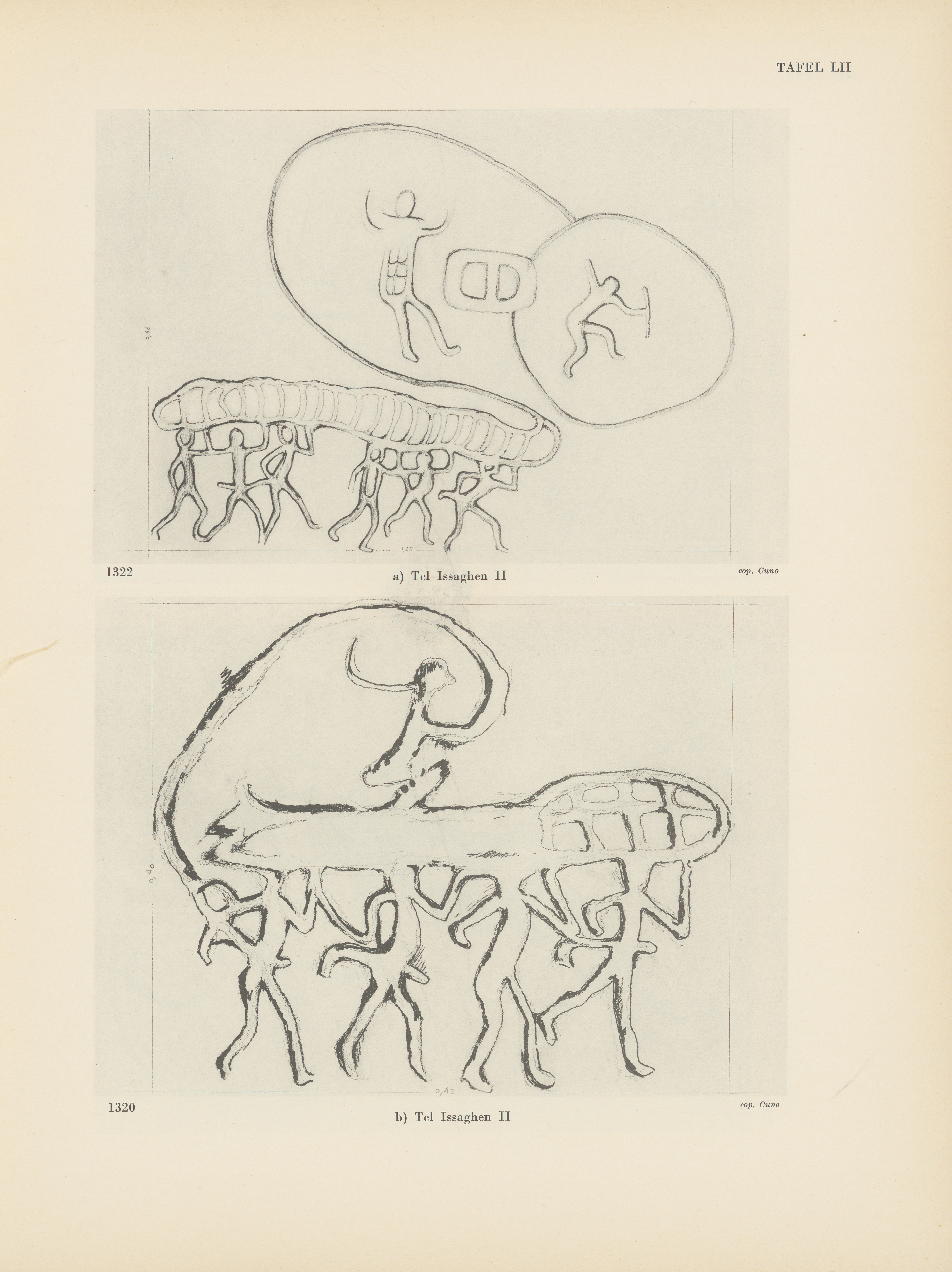